# Osnovna šola Hruševec - Šentjur
Osnovna šola Hruševec - Šentjur je je slovenski vzgojno-izobraževalni zavod s sedežem v Šentjurju in ena od dveh osnovnih šol v mestu. K šoli pripada tudi Podružnična osnovna šola Kalobje.